# كوون سون تاي
كوون سون تاي (11 سبتمبر 1984 غانغننغ كوريا الجنوبية - ) هو لاعب كرة قدم كوري جنوبي، يلعب كحارس مرمى.

## روابط خارجية
- كوون سون تاي على موقع الاتحاد الدولي (مؤرشف)  (الإنجليزية)
- كوون سون تاي على موقع رابطة كرة القدم اليابانية للمحترفين (اليابانية)
- كوون سون تاي على موقع دوري كوريا الجنوبية (الإنجليزية)
- كوون سون تاي على موقع إي إس بي إن إف سي (الإنجليزية)
- كوون سون تاي على موقع قاعدة بيانات كرة القدم.إي يو (الإنجليزية)
- كوون سون تاي على موقع ناشيونال فوتبول تيمز (الإنجليزية)
- كوون سون تاي على موقع Soccerbase.com (لاعب) (الإنجليزية)
- كوون سون تاي على موقع Soccerway.com (الإنجليزية)
- كوون سون تاي على موقع عالم كرة القدم.نت (الإنجليزية)